# لازنیکی
لازنیکی (به چکی: Lazníky) یک منطقهٔ مسکونی در جمهوری چک است که در ناحیه پرروف واقع شده‌است. لازنیکی ۳٫۰۳ کیلومتر مربع مساحت و ۵۴۰ نفر جمعیت دارد و ۲۹۰ متر بالاتر از سطح دریا واقع شده‌است.